# Cilamaya Girang
Cilamaya Girang is een bestuurslaag in het regentschap Subang van de provincie West-Java, Indonesië. Cilamaya Girang telt 8407 inwoners (volkstelling 2010).